# Shark Tank
Shark Tank é uma série de game show norte-americana, que mostra empreendedores que vão ao programa apresentar as suas ideias de negócio a potenciais investidores a fim de obter destes financiamento. A sua estreia ocorreu a 9 de agosto de 2009, no canal ABC. Esta série é a versão americana da adaptação britânica, Dragon's Den, da franquia global japonesa Manê no Tora (em japonês:  マネーの虎; lit. "Tigres do Dinheiro").
Em Portugal, este programa é transmitido pela SIC Radical, tendo estreado a primeira temporada no dia 26 de janeiro de 2013, sob o nome Shark Tank - Lago dos Tubarões. Já foram transmitidas, por este canal, as primeiras sete temporadas. No Brasil, é transmitido pelo TLC desde 19 de janeiro de 2015, sob o nome Shark Tank: Negociando com Tubarões. Depois o programa começou a ser transmitido pelo Canal Sony.

## Descrição
Em cada episódio um grupo de empreendedores apresenta à vez a sua ideia de negócio a um painel de cinco investidores, chamados "tubarões". No final de cada apresentação, os tubarões expõem o seu veredito e colocam as questões que considerem relevantes para a tomada de decisão. Posteriormente, os investidores decidem se se retiram do projeto ou se entram com uma oferta de investimento ao empreendedor, geralmente em troca de uma percentagem do negócio e/ou propondo royalties sobre as vendas futuras.

## Tubarões
| Barbara Corcoran  | Principal           | Principal | Principal | Principal | Principal | Principal | Principal | Principal |  |           |  |  |  |  |  |  |  |  |  |  |
| Robert Herjavec   | Principal           | Principal | Principal | Principal | Principal | Principal | Principal | Principal |  |           |  |  |  |  |  |  |  |  |  |  |
| Daymond John      | Principal           | Principal | Principal | Principal | Principal | Principal | Principal | Principal |  |           |  |  |  |  |  |  |  |  |  |  |
| Kevin O'Leary     | Principal           | Principal | Principal | Principal | Principal | Principal | Principal | Principal |  |           |  |  |  |  |  |  |  |  |  |  |
| Mark Cuban        |                     | Convidado | Principal | Principal | Principal | Principal | Principal | Principal |  |           |  |  |  |  |  |  |  |  |  |  |
| Lori Greiner      |                     |           | Convidada | Principal | Principal | Principal | Principal | Principal |  |           |  |  |  |  |  |  |  |  |  |  |
|                   | Ex-tubarão          |           |           |           |           |           |           |           |  |           |  |  |  |  |  |  |  |  |  |  |
| Kevin Harrington  | Principal           | Principal |           |           |           |           |           |           |  |           |  |  |  |  |  |  |  |  |  |  |
|                   | Tubarões convidados |           |           |           |           |           |           |           |  |           |  |  |  |  |  |  |  |  |  |  |
| Jeff Foxworthy    |                     | Convidado |           |           |           |           |           |           |  |           |  |  |  |  |  |  |  |  |  |  |
| John Paul DeJoria |                     |           |           |           | Convidado |           |           |           |  |           |  |  |  |  |  |  |  |  |  |  |
| Steve Tisch       |                     |           |           |           | Convidado |           |           |           |  |           |  |  |  |  |  |  |  |  |  |  |
| Nick Woodman      |                     |           |           |           |           | Convidado |           |           |  |           |  |  |  |  |  |  |  |  |  |  |
| Ashton Kutcher    |                     |           |           |           |           |           | Convidado |           |  |           |  |  |  |  |  |  |  |  |  |  |
| Chris Sacca       |                     |           |           |           |           |           | Convidado |           |  |           |  |  |  |  |  |  |  |  |  |  |
| Troy Carter       |                     |           |           |           |           |           | Convidado |           |  |           |  |  |  |  |  |  |  |  |  |  |
| Bethenny Frankel  |                     |           |           |           |           |           |           |           |  | Convidado |  |  |  |  |  |  |  |  |  |  |

## Audiência
| Temporada | N.º de episódios | Estreia de temporada   | Estreia de temporada   | Final de temporada     | Final de temporada     | Ranking geral | Audiência média (em milhões) |
| Temporada | N.º de episódios | Data                   | Audiência (em milhões) | Data                   | Audiência (em milhões) | Ranking geral | Audiência média (em milhões) |
| --------- | ---------------- | ---------------------- | ---------------------- | ---------------------- | ---------------------- | ------------- | ---------------------------- |
| 1         | 14               | 9 de agosto de 2009    | 4,23                   | 5 de fevereiro de 2010 | 4,65                   | #102          | 4,81                         |
| 2         | 9                | 20 de março de 2011    | 6,13                   | 13 de maio de 2011     | 4,99                   | #113          | 5,12                         |
| 3         | 15               | 20 de janeiro de 2012  | 6,25                   | 18 de maio de 2012     | 5,52                   | #98           | 6,03                         |
| 4         | 26               | 14 de setembro de 2012 | 6,40                   | 17 de maio de 2013     | 6,68                   | #63           | 6,92                         |
| 5         | 29               | 20 de setembro de 2013 | 6,86                   | 16 de maio de 2014     | 6,74                   | #51           | 8,02                         |
| 6         | 29               | 26 de setembro de 2014 | 7,45                   | 15 de maio de 2015     | 7,04                   | #55           | 9,13                         |
| 7         | 29               | 25 de setembro de 2015 | 6,08                   | 20 de maio de 2016     | 5,47                   | #63           | 7,05                         |
| 8         | —                | 23 de setembro de 2016 | —                      | 2017                   | —                      | —             | —                            |

### Audiência em Portugal
Em Portugal, onde a transmissão do programa é feita num canal por cabo, a quinta temporada alcançou uma média de 56 600 telespectadores, traduzindo-se numa audiência média de 0,6% e 1,7% de share.

## Adaptações internacionais

### Austrália
A versão australiana, transmitida pela TEN, estreou a 8 de fevereiro de 2015. Esta é a segunda versão de uma adaptação da franquia original, tendo a primeira sido baseada na adaptação britânica, Dragon's Den, que estreou a 14 de novembro de 2005, no canal Seven Network. Contudo, esta versão foi cancela ao fim de três episódios, devido a baixos ratings.

### Brasil
A versão brasileira do programa, produzido pela Floresta Produções, estreou no Canal Sony, da TV paga, no dia 13 de outubro de 2016, às 21h. A proposta é que os participantes vendam suas ideias para os tubarões, os jurados, e, se eles gostarem, investem no candidato. Os jurados são  João Appolinário, Cristiana Arcangeli, Robinson Shiba, Sorocaba, Carlos Wizard Martins e Camila Farani (esses dois últimos se revezam a cada programa). Não há apresentador.
Em 2017, a Rede Bandeirantes adquiriu os direitos de exibição da versão brasileira, cuja estréia na TV aberta foi em 27 de abril do mesmo ano. Em 2022, a RedeTV! conseguiu a aquisição dos direitos, e passou a exibir o programa desde então.

### Itália
A versão italiana estreou no dia 21 de maio de 2015, pelo canal Italia 1, contando com apenas três episódios.

### Portugal
O seu relativo sucesso em Portugal, tendo em conta que é um programa transmitido num canal por cabo, contribuiu para a criação de uma versão portuguesa desta série, que é transmitida pela SIC. Inicialmente, a sua estreia estava prevista para janeiro de 2015, no entanto a mesma foi adiada para 21 de março de 2015.